# 巴伐利亚公国
巴伐利亞公國（德語：Herzogtum Bayern）在6世紀到8世紀位於墨洛溫王國東南部的邊境地區。巴伐利亞部落定居此地，並由從屬於法蘭克下的公爵所統治。在9世紀後期加洛林帝國衰落期間，一個新的公國從這個地區建立起來。它成為東法蘭克（日後演變成德意志王國和神聖羅馬帝國）的部落公國之一。
公元十世紀，德意志王國在奧托王朝執政時期正處於內部鬥爭。976年，巴伐利亞大片土地被析出，建立新的卡林西亞公國，公國領地面積大大減少。1070年至1180年間，巴伐利亞再次強烈反抗神聖羅馬皇帝，尤其是韋爾夫公爵家族。在韋爾夫王朝和霍亨斯陶芬王朝之間的最後衝突中，獅子亨利公爵被皇帝腓特烈巴巴羅薩取締並沒收了他的巴伐利亞和薩克森領地。腓特烈隨後將巴伐利亞交給維特爾斯巴赫家族，該家族之後一直領有巴伐利亞直到1918年。巴伐利亞公爵在1623年的三十年戰爭期間被提升為選帝侯。

## 地理
中世紀的巴伐利亞部落公國涵蓋了今天的德國東南部和奧地利沿多瑙河的大部分地區，東邊邊界沿萊塔河與匈牙利親王國接壤。它包括現代巴伐利亞州的「老巴伐利亞」地區，以及諾德高藩侯國的土地（即後來的上普法爾茨），但不包括施瓦本和法蘭克尼亞地區。976年卡林西亞公國從巴伐利亞中析出導致了大片東阿爾卑斯山脈領土的喪失，這些地方包括現今奧地利的克恩頓州和施蒂利亞州，以及鄰近現代屬斯洛文尼亞的卡尼奧拉地區。巴伐利亞東面的奧地利藩侯國——大致對應於現今的下奧地利——同樣在1156年被提升為公國。
接著幾個世紀內，在前巴伐利亞部落公國的領地之上進一步被分裂成數塊不同領土，並獲得了帝國直轄采邑的地位，例如提洛伯國或薩爾茨堡采邑主教區等。從1500年開始，這些帝國政治體中有一些成為神聖羅馬帝國巴伐利亞行政圈的成員。

## 歷史

### 古部落公國
古巴伐利亞公國的起源可以追溯到公元551/555年。編年史家約達尼斯在他所著的《哥特史》中寫道：「士瓦本人居住的那個區域東面有巴伐利人，西面有法蘭克人...」

#### 阿吉洛爾芬家族
直至第一個巴伐利亞公國的結束，所有公國統治者都是阿吉洛爾芬家族的後裔。巴伐利亞人隨後向東沿著納布河，由諾德高藩侯國（後來稱為上普法爾茨）直到恩斯河，以及向南越過布倫納山口直到阿迪傑河上游地區（現今南蒂羅爾）的大片區域進行殖民。第一位有記載的巴伐利亞公爵是法蘭克人阿吉洛爾芬家族的後代加里巴爾德一世，他從555年開始作為一個高度獨立於墨洛溫王朝的附庸統治當地。
在公國的東部邊界，亦日漸發生變化。568年西日耳曼倫巴第部落從潘諾尼亞平原遷徙到意大利北部，原居地被阿瓦爾人佔據。同一時期，西斯拉夫部落捷克人亦越過波希米亞林山在公國相鄰領土建立定居點。大約在743年，巴伐利亞公爵奧提洛將卡蘭塔尼亞（大致相當於後來的卡林西亞邊疆區）斯拉夫人部落的王爵收為附庸，這些部落王爵曾要求奧提洛提供保護以抵禦入侵的阿瓦爾人。當時大部分獨立的阿吉洛爾芬公爵的住所都位於雷根斯堡，位於多瑙河河畔的前羅馬兵營城堡「卡斯特拉-雷金納」（Castra Regina）。
在基督教化期間，在724年之前，主教聖高比寧為後來的弗賴辛教區奠定了基礎；七世紀的聖基利安在曾是公國北部法蘭克尼亞地區的傳教士，隨後此地由圖林根公爵統治，波尼法爵於742年在此建立了維爾茨堡教區。在鄰近萊希河以西的阿勒曼尼亞（士瓦本）領地，奧格斯堡是主教的所在地。當波尼法爵於739年建立帕紹教區時，當地可以已經存在早期基督教的信仰。在南部，聖人魯珀特於696年建立了薩爾茨堡教區，時間可能發生在他於雷根斯堡為巴伐利亞公爵特奧多受洗，成為「巴伐利亞的使徒」之後。798年教宗良三世創建巴伐利亞教省，薩爾茨堡作為都主教，雷根斯堡、帕紹、弗賴辛和薩比奧納（後來的布雷薩諾內）作為附屬教區。

### 加洛林王朝

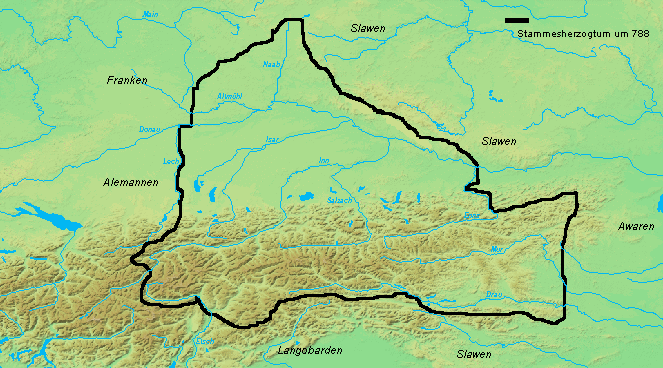
約788年的巴伐利亞與卡蘭塔尼亞

隨著在加洛林王朝統治下法蘭克帝國的崛起，此前在墨洛溫王朝統治下巴伐利亞公爵所享有的自治權被削弱，隨後更被終止。716年，加洛林王朝併入了北部的法蘭克尼亞土地，這些土地以前屬於圖林根公爵，維爾茨堡的主教由此地獲得了主導地位。在西方，卡洛林宮相卡洛曼於746年坎斯塔特大屠殺中鎮壓了阿勒曼尼人最後一次的叛亂。最後一個被併入的部落公國是788年的巴伐利亞，此前公爵泰西羅三世曾試圖通過與倫巴底人結盟來維持他的獨立，但沒有成功。查理曼對倫巴底王國的征服導致了泰西羅的垮台，他於788年被罷免。從那時起，巴伐利亞由法蘭克的地方長官統治，首先其中有格羅爾德，他從788年到799年管治巴伐利亞。
通過建立對巴伐利亞的直接統治，法蘭克人與鄰近的阿瓦爾人引發了衝突。當時，巴伐利亞東部邊界，位於恩斯河，朝向阿瓦爾河。早在788年，阿瓦爾人就曾經入侵巴伐利亞，但法蘭克-巴伐利亞軍隊擊退了他們，然後對鄰近位於恩斯河以東多瑙河沿岸的阿瓦爾人地區發起了反攻。雙方在伊布斯河附近的伊布斯平原（德語：Ybbsfeld）發生戰鬥，阿瓦爾人在那裡遭受了重大損失（788年）。
為了確保巴伐利亞的東部邊界安全，並解決其他政治和行政問題，查理曼於同年（788年）秋天親自來到巴伐利亞。在雷根斯堡，他召開了一次議會並規範了有關巴伐利亞邊境各郡（邊疆區）的問題，從而為未來在東部的行動奠定了基礎。790年，阿瓦爾人試圖與法蘭克人和談，但未能達成協議。
巴伐利亞隨後成為法蘭克人對抗阿瓦爾人的主要基地，戰爭從791年開始。由查理曼親自率領一支龐大的法蘭克軍隊從巴伐利亞越過恩斯河進入阿瓦爾人領土，並兵分兩路開始沿多瑙河前進。但阿瓦爾人沒有積極抵抗，法蘭克軍隊很快就到達了潘諾尼亞平原的門戶維也納林山地區。由始至終雙方都沒有發生過決定性的戰鬥，因為阿瓦爾人在法蘭克軍隊進攻之前就逃跑了。
法蘭克人獲得了新的東部地區，特別是恩斯河和維也納林山之間的地區，極大地確保了巴伐利亞地區的安全。該領土起初被置於巴伐利亞長官格羅爾德（卒於799年）的管轄之下，之後被改組為邊境單位，被稱為「（巴伐利亞）東部邊疆區」（拉丁語：marcha orientalis）。它為巴伐利亞的東部邊界提供了安全保障，同時確保了法蘭克屬地巴伐利亞和潘諾尼亞的之間的主要交通。

### 年輕的部落公國

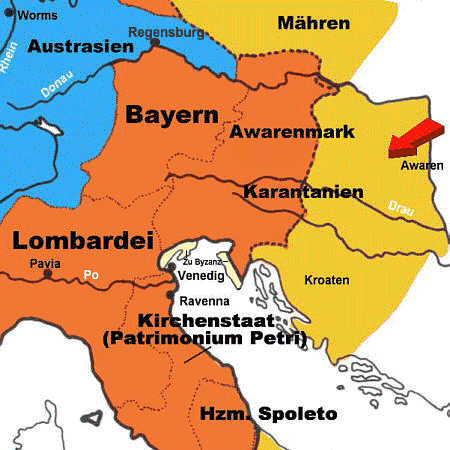
查理曼大帝時期的巴伐利亞與阿瓦爾邊疆區

在他817年的《帝國詔令》中，查理曼大帝的兒子繼任皇帝虔誠者路易試圖維持加洛林帝國的統一：在他死後，帝國權力將會傳給他的長子洛泰爾一世，弟弟們將獲得從屬領地。從825年開始，日耳曼人路易在其權力中心的領土上稱自己為「巴伐利亞國王」。當兄弟們在843年凡爾登條約瓜分帝國的時候，巴伐利亞成為在國王日耳曼人路易統治下東法蘭克的一部分，876年路易死後將巴伐利亞國王頭銜遺贈給了他的長子卡洛曼。卡洛曼的親生兒子卡蘭塔尼亞的阿努爾夫在前卡蘭塔尼亞土地上長大，在他父親於880年去世後獲得了卡林西亞邊疆區並於887年成為東法蘭克國王。卡林西亞和巴伐利亞是他的權力中心，雷根斯堡是他的政府所在地。
主要由於巴伐利亞人的支持，阿努爾夫得以在887年與胖子查理一決高下，並在次年確立自己當選為德意志國王。899年，巴伐利亞由童子路易統治，在其統治期間匈牙利人持續入侵劫掠巴伐利亞。在907年7月5日，幾乎整個巴伐利亞部落都在普萊斯堡戰役中被強大的馬扎爾人所消滅，一般認為在此役之後，巴伐利亞對這些入侵的抵抗逐漸減弱。
在童子路易統治期間，繼承大片巴伐利亞領地的沙伊恩伯爵利奧波德，為了保衛巴伐利亞在其東南邊境建立了卡林西亞邊疆區，並加以統治。907年的普萊斯堡戰役中利奧波德亦戰死，他的兒子阿努爾夫，被人稱為「惡人」，召集了部落的殘餘並與匈牙利人議和，並於911年成為巴伐利亞公爵，將巴伐利亞和卡林西亞統一到他的治下。德意志國王康拉德一世在阿努爾夫拒絕承認他的國王地位時攻擊阿努爾夫但沒有成功。

#### 利奧波丁王朝與奧托王朝

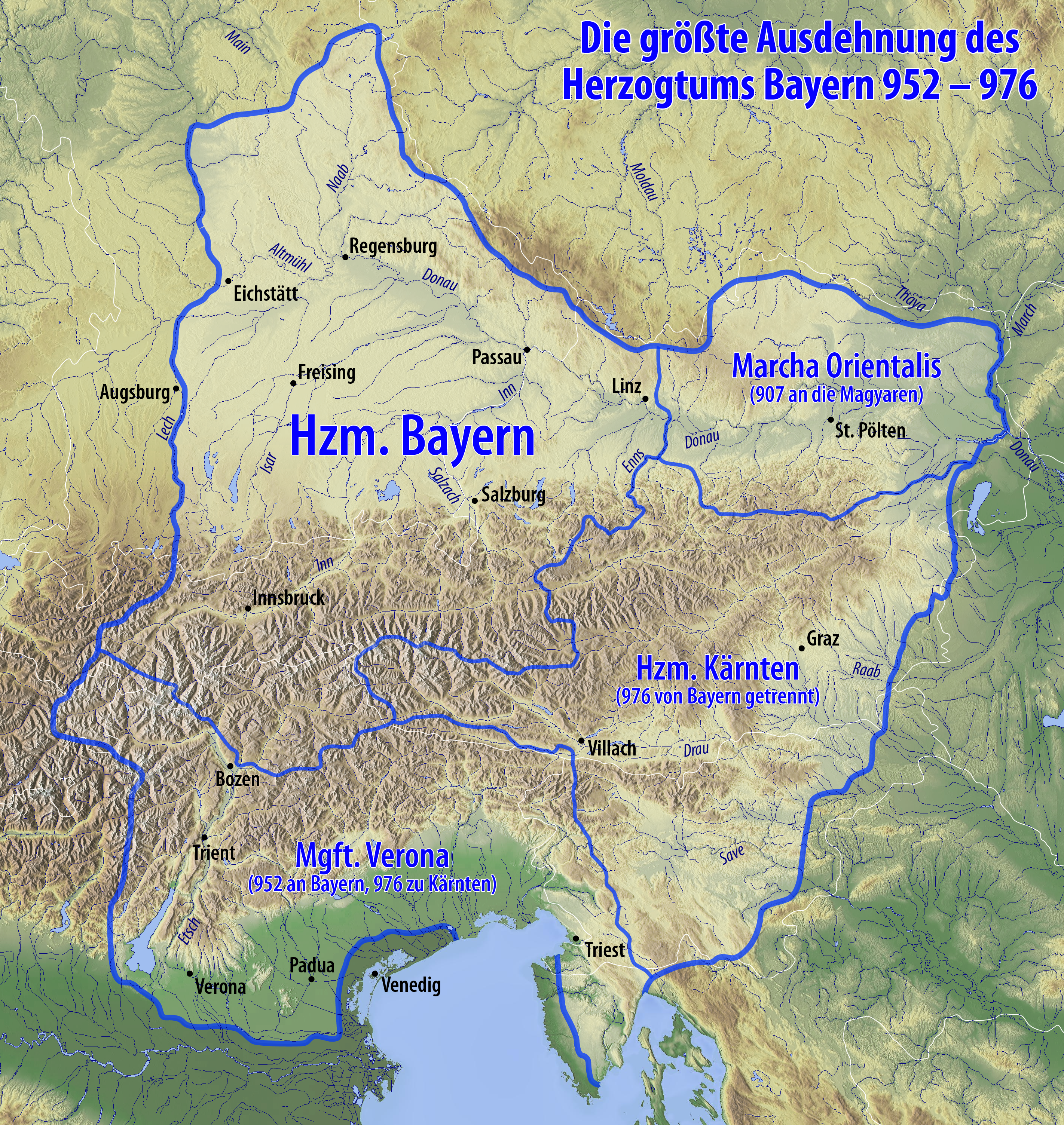
976年的巴伐利亞、奧地利邊疆區、卡林西亞邊疆區和維羅納邊疆區

加洛林王朝對東法蘭克的統治於911年結束，當時阿努爾夫的兒子，國王童子路易去世，無嗣。中央權力機構的終止加強了德意志部落公國的分裂。與此同時，東法蘭克面臨來自匈牙利入侵的威脅，尤其是在恩斯河以外的巴伐利亞東方邊疆區（marchia orientalis）。907年，巴伐利亞藩侯利奧波德的軍隊在普萊斯堡戰役中慘敗。利奧波德本人在戰鬥中陣亡，他的兒子惡人阿努爾夫繼承了公爵頭銜，成為利奧波丁王朝的第一位巴伐利亞公爵。然而，東方邊疆區仍被匈牙利人佔領，潘諾尼亞的領地也永久地丟失了。
然而，巴伐利亞公爵的過度自信在新成立的德意志王國中一直成為爭執的起源：阿努爾夫公爵的兒子埃貝哈德於938年被國王奧托一世罷黜；他的弟弟貝特霍爾德繼位。948年，國王奧托最終剝奪了利奧波丁家族的權力，並改任命他的弟弟亨利一世為巴伐利亞公爵。已故貝特霍爾德公爵的幼子，亨利三世，僅被騙地被授予巴伐利亞行宮伯爵的職位。954年，利奧波丁家族通過加入國王奧托的兒子士瓦本的魯道夫的叛亂來試圖最後一次奪回權力，亦最終失敗。
952年，公爵亨利一世還得到了意大利的維羅納邊疆區，這是奧托一世從意大利國王貝倫加爾二世手中奪取的。他仍然必須應對匈牙利人的威脅，直到955年奧托一世於萊希菲爾德戰役獲勝，威脅才得以解除。馬扎爾人撤退到萊塔河和摩拉瓦河以外，促成第二波德意志 東向移民運動，日耳曼人進入今天的下奧地利、伊斯特拉和卡尼奧拉地區。儘管巴伐利亞由薩克森王朝庶系分支奧托王朝的後裔亨利一世統治，但巴伐利亞公爵與德意志（自962年起: 帝國）宮廷的衝突持續：976年，皇帝奧托二世廢黜了他叛逆的堂兄巴伐利亞的亨利二世 並在前巴伐利亞領土上建立了卡林西亞公國，將其授予利奧波丁家族前巴伐利亞行宮伯爵亨利三世，他也成為了維羅納藩侯。雖然亨利二世在985年與奧托二世的遺孀賽奧法諾和解並重獲公國，但巴伐利亞公爵的權力卻因法蘭克尼亞巴奔堡家族的崛起而進一步削弱，後者以東方邊疆區藩侯的身份統治奧地利，並日漸變得越來越獨立。

#### 韋爾夫王朝

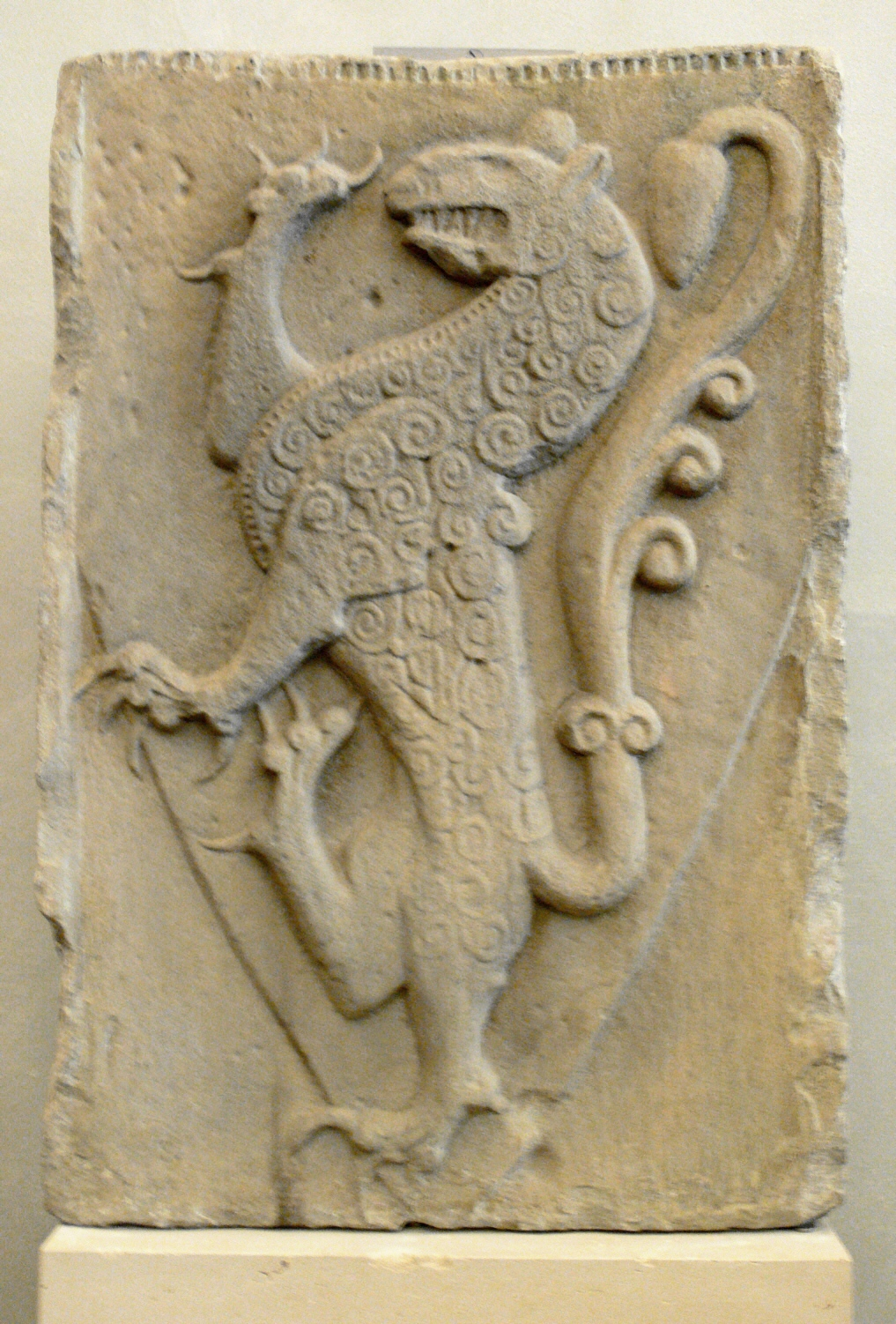
韋爾夫王朝徽章

最後一位來自奧托王朝的公爵，亨利二世的兒子亨利三世，於1002年當選為羅馬人民的國王。在不同時期，公國維持自亨利開始的薩利安繼承傳統，與德意志國王組成共主邦聯，公國由從屬國王的公爵，甚至由皇帝的兒子繼承。這一時期見證了許多巴伐利亞貴族家庭的崛起，例如安代克斯伯爵家族或維特爾斯巴赫家族。1061年，皇太后普瓦圖的阿格尼絲任命薩克森伯爵諾特海姆的奧托為巴伐利亞公爵，以獲得其支持。儘管如此，她的兒子，國王亨利四世卻在之後編造錯誤的理由將公國再次沒收，最終導致了1073年的薩克森叛亂。亨利將巴伐利亞託付給維羅納藩侯埃斯特家族的後代韋爾夫，韋爾夫之後開創巴伐利亞的韋爾夫王朝，在接下來的一百一十年間斷地統治著公國。
只有在1070年亨利四世確立韋爾夫王朝對巴伐利亞的統治後，巴伐利亞公爵的影響力才重新浮現。這一時期的特點是皇帝和教皇之間的敘任權鬥爭。韋爾夫王朝通過支持教皇的立場加強了其統治。
在國王選舉中韋爾夫家族與霍亨斯陶芬家族的衝突最終導致霍亨斯陶芬家族的康拉德三世成為德意志國王，亦令巴伐利亞於1139年被改授予巴奔堡王朝。巴伐利亞的士瓦本地區在霍亨斯陶芬家族統治期間大部分地區都還是鄉郊地區。巴伐利亞的法蘭克尼亞地區則逐漸成為霍亨斯陶芬家族的權力中心。通過建立班貝格教區，法蘭克尼亞獲得了維爾茨堡主教的主導地位。霍亨斯陶芬家族的新統治者腓特烈巴巴羅薩試圖與韋爾夫家族和解，並於1156年交還了除東方邊疆區外的原巴伐利亞公國地區予韋爾夫家族的獅子亨利。
獨立出來的「東方邊疆區」是巴奔堡家族統治下擁有特權的新建公國，這個公國日後將成為奧地利的核心。獅子亨利統治巴伐利亞期間建立了許多城市，包括1158年建立了慕尼黑。但由於他同時兼領薩克森和巴伐利亞兩個公國，他擁有的強大勢力令他很快再次與腓特烈巴巴羅薩發生衝突。之後隨著獅子亨利的被流放和1180年施蒂利亞地區從巴伐利亞中分出作為私人公國，巴伐利亞這個所謂年輕的部落公國時代亦正式終結。

### 維特爾斯巴赫家族

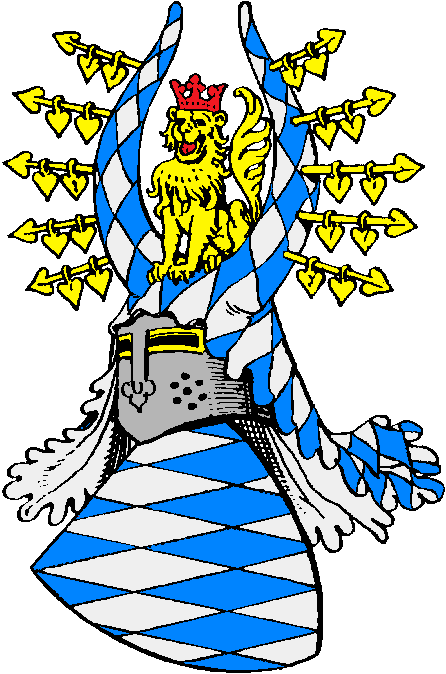
博根伯爵徽章，後來成為維特爾斯巴赫家族徽章

從1180年到1918年的七百多年時間，維特爾斯巴赫家族都是巴伐利亞的統治者，起初作為公爵，後來成為選帝侯和國王。1180年當巴伐利亞行宮伯爵奧托六世被授予巴伐利亞公爵身份，成為奧托一世的時候，維特爾斯巴赫家族並不富有。在接下來的年頭裡，家族透過不斷的購買、婚姻和繼承，才令家族的財富顯著增加。新獲得的土地不再作為封地分封出去，而是由家族自己的僕人管理。此外，其他強大的家族，例如安代克斯伯爵家族，也在這一時期絕嗣消失。奧托的兒子路易一世於1214年被封為萊茵行宮伯爵。
與當時其他許多政府不同，維特爾斯巴赫王朝並沒有長子優先繼承權。因此1255年巴伐利亞的土地被分裂為上巴伐利亞，與普法爾茨和諾德高（首府設在慕尼黑）和下巴伐利亞（首府在蘭休特和布格豪森）。時至今日，上巴伐利亞和下巴伐利亞仍然存在區別（參見行政區）。

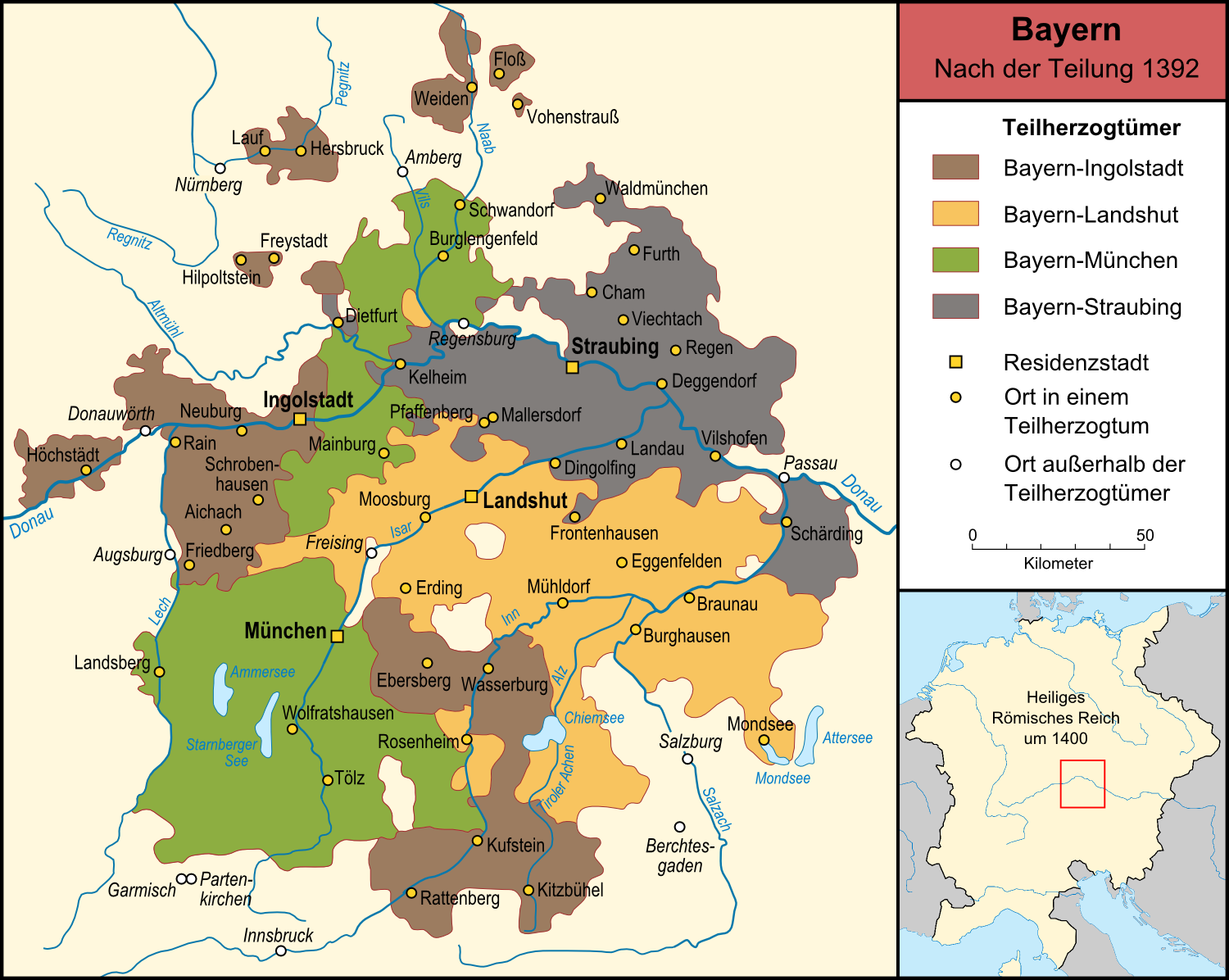
1392年瓜分後的巴伐利亞土地

儘管在短暫的統一後再次分裂，但自從1328年第一位出身維特爾斯巴赫家族的路易四世被選為神聖羅馬皇帝之後，在他的帶領下巴伐利亞的權力達到新高。家族新獲得了勃蘭登堡地區（1323年）、蒂羅爾（1342年）、低地省分荷蘭、澤蘭和弗里斯蘭以及埃諾（1345年），然而這些土地卻在他的繼任者治下失去了。1369年，蒂羅爾地區因簽訂謝爾丁條約而落入哈布斯堡王朝之手。1373年盧森堡緊隨其後，1436年荷蘭諸郡歸入勃艮第。1329年的帕維亞條約中，皇帝路易四世分割了家族內對普法爾茨地區的擁有權，將其分為萊茵-普法爾茨（亦即後來所謂的上普法爾茨）以及仍屬巴伐利亞內的下普法爾茨。並因此選帝侯的繼承權被轉移至萊茵-普法爾茨一系。而對於薩爾茨堡，隨著巴伐利亞公爵在1275年承認對其統治的局限性，巴伐利亞能夠繼續控制該區的時間進入了最後階段。當薩爾茨堡大主教於1328年頒布了自己的國家法律時，薩爾茨堡隨即成為神聖羅馬帝國內一個基本獨立的國家。

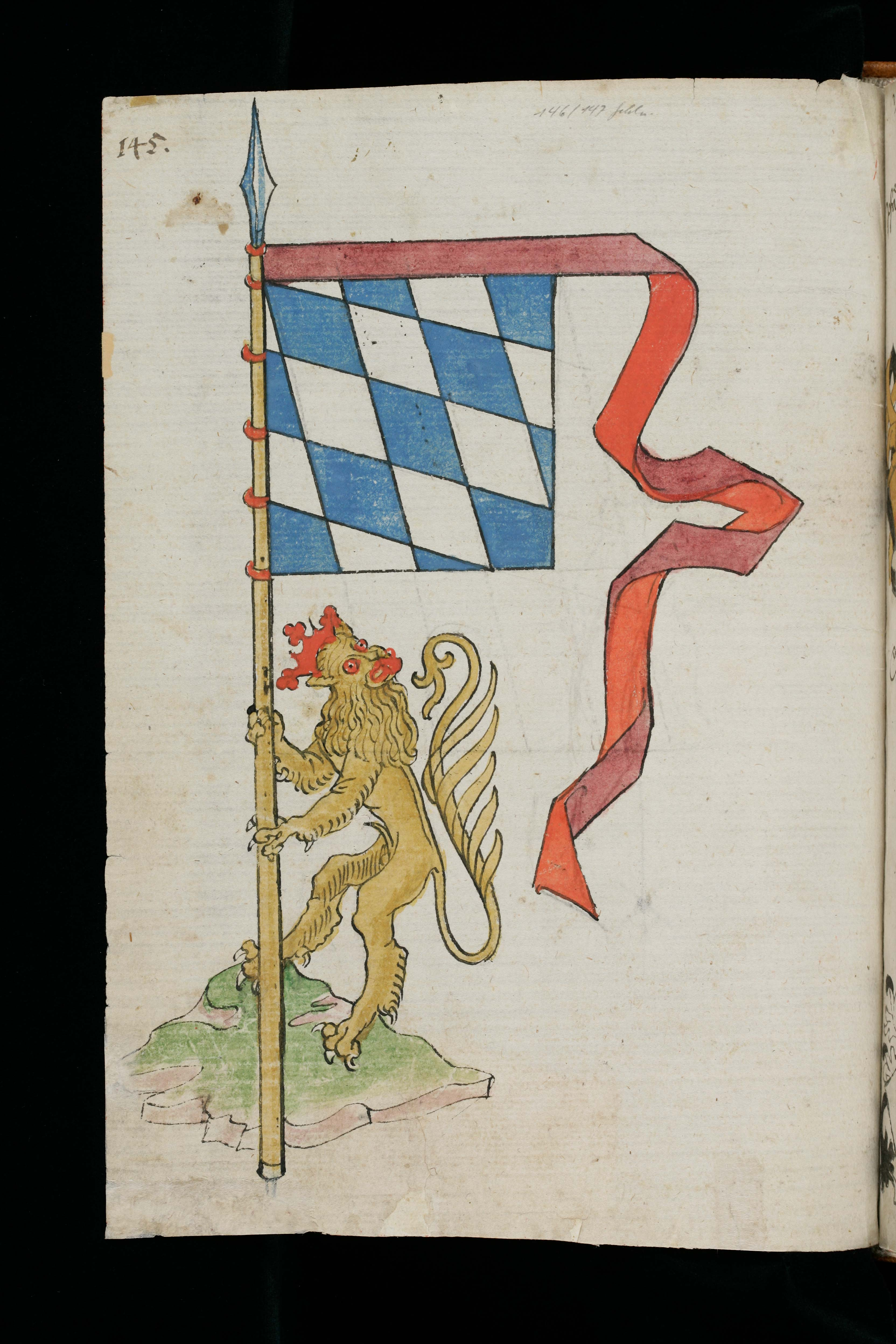
十五世紀文獻中的巴伐利亞菱形旗

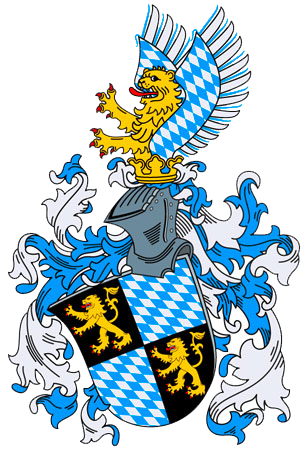
後來的維特爾斯巴赫家族徽章

在十四和十五世紀，上巴伐利亞和下巴伐利亞被多次細分。1392年的分裂後共存在四個公國：巴伐利亞-施特勞賓、巴伐利亞-蘭茨胡特、巴伐利亞-因戈爾施塔特和巴伐利亞-慕尼黑。這些公爵經常互相發動戰爭。巴伐利亞-慕尼黑公爵阿爾布雷希特四世於1503年通過蘭茨胡特繼承戰爭和長子繼承制統一了巴伐利亞。然而，巴伐利亞原本位於蒂羅爾的領地庫夫施泰因、基茨比爾和拉滕貝格於1504年丟失了。
儘管1506年曾經頒布法令，但阿爾布雷希特四世的長子威廉四世仍被迫在1516年將巴伐利亞的一部分授予他的兄弟路易十世，這一個安排一直持續到1545年路易去世為止。威廉遵循維特爾斯巴赫家族傳統反對哈布斯堡王朝的政策，直到1534年他在林茨與匈牙利和波希米亞國王斐迪南一世簽訂了條約議和。雙方的聯繫在1546年得到加強，當時皇帝查理五世在施馬爾卡爾登聯盟戰爭期間獲得了公爵的幫助，查理五世向威廉承諾在某些情況下他可以繼承波希米亞王位，以及普法爾茨選侯享有的選帝侯資格。威廉在關鍵時期也做了很多工作來確保巴伐利亞繼續信守天主教。改革教義這個時候已經在公國內取得了可觀的發展，公爵因應情況從教皇那裡獲得了對主教區和修道院的更大權力。之後他採取措施鎮壓宗教改革者，其中許多人被放逐。1541年他邀請耶穌會士進入巴伐利亞，並讓因戈爾施塔特耶穌會學院作為他們在德國的總部。威廉於1550年3月去世，他的兒子阿爾布雷希特五世繼位，他娶了斐迪南一世的女兒。在他統治巴伐利亞初期，阿爾布雷希特向仍然強大的宗教改革者做出了一些讓步；但大約在1563年，他改變了態度，贊成特利騰大公會議的諭令，並推進反宗教改革的工作。隨著教育工作逐漸轉移到耶穌會士手中，新教在巴伐利亞的推展被有效地阻止了。
阿爾布雷希特的兒子，繼任公爵威廉五世，接受了耶穌會教育並對耶穌會教義表現出強烈的狂熱。他於1583年替其兄弟恩斯特獲得了科隆大主教席位，從此這一職位由維特爾斯巴赫家族所擁有長達200多年。1597年，他讓位給給他的兒子馬克西米利安一世。
馬克西米利安一世一繼位就發現公國負債累累，混亂不堪，但他之後十年的強盛統治令巴伐利亞產生了顯著的變化。財政和司法系統得到重組，公務員階層和全國衛隊組織成立，幾個小地區被歸於公爵的管轄之下。結果是公國的團結和秩序使得馬克西米利安能夠在三十年戰爭中發揮重要作用；較早時候，他獲得了上普法爾茨和選帝侯的頭銜，維特爾斯巴赫家族的先祖們自1356年以來就一直享有這些頭銜。當時的巴伐利亞選侯國由大部分現今的上巴伐利亞、下巴伐利亞和上普法爾茨地區組成。

## 資料來源
- Bowlus, Charles R. . Philadelphia: University of Pennsylvania Press. 1995. ISBN 9780812232769.
- Goldberg, Eric J. . Ithaca, NY: Cornell University Press. 2006. ISBN 9780801438905.
- Nelson, Janet L. . London. 2019. ISBN 9780520314207.
- Pertz, Georg Heinrich (编). . Hanover. 1845  [2022-12-02]. （原始内容存档于2023-09-27）.
- Pohl, Walter. . Graz: Verlag Styria. 1995. ISBN 9783222123344.
- Pohl, Walter. . Ithaca and London: Cornell University Press. 2018. ISBN 9781501729409.
- Reuter, Timothy. . London and New York: Routledge. 2013 [1991]. ISBN 9781317872399.
- Schutz, Herbert. . Leiden-Boston: BRILL. 2004. ISBN 9004131493.
- Scholz, Bernhard Walter (编). . University of Michigan Press. 1970  [2022-12-02]. ISBN 0472061860. （原始内容存档于2023-09-27）.